# Locmiquélic
Locmiquélic (in bretone: Lokmikaelig) è un comune francese di 4 242 abitanti situato nel dipartimento del Morbihan nella regione della Bretagna.

## Società

### Evoluzione demografica
Abitanti censiti